# La Glorieta
La Glorieta är en ort i Mexiko, tillhörande kommunen Huixquilucan i delstaten Mexiko. La Glorieta ligger i den centrala delen av landet och tillhör Mexico Citys storstadsområde. Orten hade 1 279 invånare vid folkmätningen 2010.